# Spectravideo SV 328
Spectravideo SV 328 (SV 328) је кућни рачунар фирме Spectravideo који је почео да се производи у САД током 1983. године.
Користио је Zilog Z80 A микропроцесорску јединицу а РАМ меморија рачунара је имала капацитет од 64 KB (до 256 KB). 

## Детаљни подаци
Детаљнији подаци о рачунару SV 328 су дати у табели испод.
|                       |                                                              |
| [ 1 ]                 |                                                              |
| Произвођач            |                                                              |
| Тип                   | кућни рачунар                                                |
| Меморија              | 64 (до 256 )                                                 |
| Поријекло             | Сједињене Америчке Државе                                    |
| Година                | 1983                                                         |
| Тастатура             | тастатура са пуним помаком тастера, са нумеричком тастатуром |
| Процесор              |                                                              |
| Фреквенција процесора | 3,6                                                          |
| RAM                   | 64 (до 256 )                                                 |
| ROM                   | 32                                                           |
| Текст                 | 40 знакова x 24 линије (опционо 80 x 24)                     |
| Графика               | 256 x 192 тачака                                             |
| Боја                  | 16                                                           |
| Звук                  | 3 канала, 8 октава                                           |
| Димензије             | 34,8 x 26 x 7,1                                              |
| Портови               |                                                              |
| Оперативни систем     | [[]]                                                         |